# 蘇州號
蘇州號（そしゅうごう 英字：Su Zhou Hao）は、中日国際輪渡が運航していたフェリー・RO-RO船。

## 船歴
中国の中国遠洋運輸公司（COSCO）と日本の飯野海運、エム・オー・シーウェイズ、大阪商船三井船舶・川崎汽船、昭和海運、新和海運、第一中央汽船、東京船舶、ナビックスライン、日本郵船、商船三井客船の日本主要海運会社11社出資による「上海貨客船」による合弁会社「上海フェリー」により、1992年に「魯迅」として竣工した。当初日中国交正常化20周年や国慶節に合わせた秋季の就航を予定していたが、日本側が主張していた大阪・横浜への寄港案を中国側がすでに就航していた「鑑真」と重複するため反対し、早期の合意に至らず延期となったものの、その後当初の主張で合意に至り、COSCO側の要望を受け「蘇州號」に改名した上で1993年1月に上海 - 大阪 - 横浜航路に就航した。日本側からは乗用車・バイク・家電などの工業製品、中国側からは綿製品・衣料・茶を主に輸送した。
当初は大阪 - 上海 - 横浜 - 上海 - 大阪のルートで横浜・大阪に隔週で交互に寄港する形としていたが、1995年3月には横浜への寄港を中止し大阪 - 上海間に短縮し週1往復の運航とした。同年5月には隔週で志布志港への寄港を追加した。その後2011年までに66回の寄港を行い同年10月29日の寄港をもって志布志から撤退した。
2020年2月には新型コロナウイルス感染症対策に伴い旅客輸送を停止した。9月には上海フェリーの事業終了に伴い、「新鑑真」を用いて阪神 - 上海間でのフェリー航路を運航していた「中日国際輪渡有限公司」に譲渡され、同年12月より貨物船として神戸港への寄港を開始した。2024年6月の新造船「鑑真号」就航をもって航路から引退して売却となり、9月にバングラデシュのチッタゴンで解体された。

## 船内
Aデッキ
- 貴賓室（ツインベッド、2室）
- 特等室
  - A：6室（ツインベッド）
  - B：10室（二段ベッド×2）
  - C：6室（シングルベッド）
- 展望風呂（1等・特等・貴賓室乗客用）

Bデッキ
- 1等室（5名×10室）
- 売店・免税店
- ラウンジ
- ゲームルーム
- スペシャリティレストラン・バー
- カフェテリアレストラン
- シャワー室

Cデッキ
- 2等室
  - A：22室（二段ベッド）
  - B：2室（カーペット敷16名1室・畳敷40名1室）
- 麻雀室
- インフォメーション
- シャワー室